# Isla Young (Nunavut)
La Isla Young es una isla inhabitada que forma parte del Archipiélago Ártico Canadiense, en Nunavut, Canadá. Está comprendida en el Canal de Parry, al suroeste de la Isla Lowther y al noreste de la Isla Hamilton.